# Cortez, Florida
Cortez är en ort i Manatee County i delstaten Florida, USA.